# KLF (famille de protéines)
Pour les articles homonymes, voir KLF.
Les KLF (pour « Kruppel-like factors ») sont une famille de protéines ayant un rôle de facteur de transcription à doigt de zinc.

## Membres
- KLF1,
- KLF2,
- KLF3,
- KLF4,
- KLF5,
- KLF6,
- KLF7,
- KLF8,
- KLF9,
- KLF10,
- KLF11,
- KLF12,
- KLF13,
- KLF14,
- KLF15,
- KLF16,
- KLF17